# Neoparentia schildi
Neoparentia schildi är en tvåvingeart som beskrevs av Robinson 1967. Neoparentia schildi ingår i släktet Neoparentia och familjen styltflugor.
Artens utbredningsområde är Costa Rica. Inga underarter finns listade i Catalogue of Life.